# Міхал Навратіл (тенісист)
Міхал Навратіл (чеськ. Michal Navrátil; нар. 20 листопада 1982) — колишній чеський тенісист.
Найвищу одиночну позицію світового рейтингу — 274 місце досяг 21 серпня 2006, парну — 207 місце — 10 листопада 2003 року.

## Титули на челленджерах

### Парний розряд: (3)
| Ранг | Рік  | Турнір            | Покриття | Партнер            | Суперники                           | Рахунок        |
| ---- | ---- | ----------------- | -------- | ------------------ | ----------------------------------- | -------------- |
| 1.   | 2001 | Прага, Чехія      | Ґрунт    | Ярослав Левинський | Ноам Бер Енді Рам                   | 6–3, 6–1       |
| 2.   | 2003 | Прага, Чехія      | Ґрунт    | Томаш Бердих       | Мартін Гарсія Себастьян Прієто      | 6–4, 3–6, 6–4  |
| 3.   | 2006 | Женева, Швейцарія | Ґрунт    | Юрій Щукін         | Константінос Ікономідіс Ловро Зовко | 1–6, 6–2, 10–6 |